# Olaf Beyer
Olaf Beyer, född den 4 augusti 1957 i Grimma, är en tysk före detta friidrottare som tävlade i medeldistanslöpning främst på 800 meter för Östtyskland.
Beyers främsta merit kom under 1978 då han vann guld på 800 meter vid EM i Prag före britterna Steve Ovett och Sebastian Coe. Hans tid i finalen 1.43,84 är fortfarande EM-rekord på distansen.
Han deltog även vid Olympiska sommarspelen 1980 men blev då utslagen i semifinalen. Hans sista stora final var EM 1982 där han slutade på sjunde plats på tiden 1.47,36.